# آيت يوسف (الخنك القديم)
آيت يوسف هو دُوَّار يقع بجماعة الخنك، إقليم الرشيدية، جهة درعة تافيلالت في المملكة المغربية. ينتمي الدوّار لمشيخة الخنك القديم التي تضم 7 دواوير. يقدر عدد سكانه بـ 143 نسمة حسب الإحصاء الرسمي للسكان والسكنى لسنة 2004.

## وصلات خارجية
- البوابة الوطنية للجماعات الترابية
- المندوبية السامية للتخطيط